# درگذشته‌ها در ۲۰۱۱
آن‌چه در پی می‌آید فهرست افراد سرشناسی است که در سال ۲۰۱۱ درگذشته‌اند. نام‌ها بر اساس فهرست الفبایی نام خانوادگی افراد مرتب شده‌اند.
نام اشخاص را به صورت زیر اضافه کنید:
- نام، سن، کشور و دلیل سرشناسی، علت مرگ

## ژانویه
- ۴ ژانویه -محمد بوعزیزی، ۲۶ سال، تونس، آغازگر انقلاب تونس، خودسوزی.
- ۴ ژانویه -علیرضا پهلوی، ۴۴ سال، ایران، فرزند سوم محمدرضا پهلوی و فرح پهلوی، خودکشی.
- ۲۸ ژانویه - داریوش همایون، ۸۲ سال، ایران، وزیر اطلاعات و جهانگردی در دولت جمشید آموزگار، کهولت سن.

## فوریه
- ۱۴ فوریه - صانع ژاله، ۲۶ سال، ایران، دانشجوی کشته شده در اعتراضات جنبش سبز در ۲۵ بهمن ۱۳۸۹، اصابت گلوله.
- ۱۴ فوریه - محمد مختاری، ۲۱ سال، ایران، کشته شده در اعتراضات جنبش سبز در ۲۵ بهمن ۱۳۸۹، اصابت گلوله.
- ۱۴ فوریه - امیرحسین تهرانچی، ۲۲ سال، ایران، دانشجوی کشته شده در اعتراضات جنبش سبز در ۲۵ بهمن ۱۳۸۹، اصابت گلوله.
- ۲۰ فوریه - حامد نورمحمدی، ایران، کشته شده در اعتراضات جنبش سبز در ۱ اسفند ۱۳۸۹، پرت شدن از پل به دست ماموران امنیتی.[۱]

## مارس
- ۱۵ مارس - بهنود رمضانی، ۱۹ سال، ایران، کشته شده در اعتراضات جنبش سبز در چهارشنبه‌سوری ۱۳۸۹، ضربات باتوم.

## آوریل
- ۱۶ آوریل - بیژن پاکزاد، در محل کارش در خیابان رودئو در بورلی هیلز دچار سکته مغزی شد و در گذشت.

## مه
- ۲ مه - اسامه بن لادن، ۵۴ ساله، عربستان سعودی، رهبر گروه القاعده، حمله کماندوهای ویژه نیروی دریای ایالات متحده.
- ۲۳ مه - ناصر حجازی، ۶۲ ساله، ایران، درواره‌بان سال‌های دور تیم ملی، سرطان ریه.
- ۳۱ مه - عزت‌الله سحابی، ۸۱ ساله، ایران، سیاستمدار، روزنامه نگار، اقتصاددان، فعال ملی مذهبی و رهبر شورای فعالان ملی مذهبی ایران و بنیان‌گذار مجله توقیف شده ایران فردا.

## ژوئن
- ۱ ژوئن - هاله سحابی، ۵۶ ساله، ایران، فعال ملی مذهبی، فعالان حقوق زنان و زندانی سیاسی.
- ۱۱ ژوئن - هدی صابر، ۵۲ ساله، ایران، روزنامه نگار، مترجم، فعال ملی مذهبی، عضو جنبش مسلمانان مبارز، زندانی سیاسی و از گردانندگان مجله توقیف شده ایران فردا.

## ژوئیه
۱۶ فوریه - لیلا اسفندیاری، ۴۱ ساله، ایران، هیمالیانورد سرشناس ایرانی

## اکتبر
- ۵ اکتبر - استیو جابز مدیر سابق شرکت اپل، سرطال لوز المعده.
- ۸ اکتبر - دنیس ریچی پدید آورنده زبان برنامه نویسی سی و یکی از پدید آورندگان سیستم عامل یونیکس، بیماری قلبی و سرطان پروستات.
- ۲۴ اکتبر - جان مک‌کارتی طراح زبان برنامه‌نویسی لیسپ و هوش مصنوعی.

## نوامبر
- ۱۱ نوامبر - احمد رضایی میرقائد فرزند محسن رضایی.

## دسامبر
- ۱ دسامبر - کریستا ولف ، ۸۲ سال، آلمان، نویسنده،.
- ۱۸ دسامبر - واتسلاو هاول، ۷۵ سال، جمهوری چک، نمایش‌نامه‌نویس و اولین رئیس‌جمهور جمهوری چک، سرطان ریه.